# Olivia (zangeres)
Olivia (echte naam Olivia Longott, Brooklyn, New York, 15 februari 1981) is een Amerikaans zangeres, die vooral actief is in de hiphop.

## Carrière
In 2001 bracht ze haar debuutalbum Olivia uit, met de singles "Bizounce" en "Are U Capable". In 2004 werd Olivia getekend bij 50 Cent's G-Unit Records. Ze verscheen op de single "Candy Shop" met 50 Cent, en bracht de singles "So Sexy" en "Twist It" (met Lloyd Banks) uit. Olivia’s tweede album Behind Closed Doors, die zou worden uitgebracht onder G-Unit Records, werd geannuleerd.
In 2007 maakte 50 Cent bekend dat Olivia is ontslagen. Ze zat dus niet meer bij G-Unit. Dat kwam volgens 50 doordat Olivia te weinig albums verkocht. Ze kostte G-Unit meer geld, dan dat ze opleverde.

## Discografie

### Albums
- Olivia (2001)
- Behind Closed Doors

### Singles
- 2001 "Bizounce"
- 2001 "Are U Capable (met Eve)
- 2004 "Cloud 9" (met 50 Cent)
- 2005 "Candy Shop" (50 Cent met Olivia)
- 2005 "Twist It" (met Lloyd Banks)
- 2005 "So Sexy"
- 2005 "Wild 2Nite" (Shaggy met Olivia)
- 2006: "Best Friend (Remix)" (50 Cent met Olivia)
- 2007: "My Daddy"
- 2007: "Cherry Pop" (met Missy Elliott)

- Gemeinsame Normdatei: 135212642
- International Standard Name Identifier: 0000 0003 7207 6576
- Library of Congress Control Number: no2001067565
- MusicBrainz: 09a6c10b-c32c-4f5e-a3b8-c8af4cfa0517
- Virtual International Authority File: 88136279